# Himmafushi
Himmafushi is een van de bewoonde eilanden van het Kaafu-atol behorende tot de Maldiven.

## Demografie
Himmafushi telt (stand september 2006) 389 vrouwen en 476 mannen.